# Station Bienenbüttel
Station Bienenbüttel (Bahnhof Bienenbüttel) is een spoorwegstation in de Duitse plaats Bienenbüttel in de deelstaat Nedersaksen. Het station ligt aan de spoorlijn Lehrte - Cuxhaven. 

## Indeling
Het station heeft twee zijperrons waarvan één langs een inhaalspoor ligt (spoor 3). De perrons zijn niet overkapt maar er zijn abri's aanwezig. Onder de sporen loopt een voetgangerstunnel die met trappen en liften te bereiken zijn. Doordat er op de spoorlijn een baanvaksnelheid van 200 km/h geldt, is uit oogpunt van veiligheid een deel van het perron afgestreept. Aan beide zijde van de sporen zijn er parkeerplaatsen en fietsenstallingen. Aan de Bahnhofstraße is er een bushalte aanwezig.

## Verbindingen
Het station wordt alleen door treinen van metronom bedient. De volgende treinserie doet het station Bienenbüttel aan:
| Serie | Treinsoort                  | Route                                                            | Bijzonderheden |
| ----- | --------------------------- | ---------------------------------------------------------------- | -------------- |
| RE 3  | Regional-Express (metronom) | Uelzen – Bienenbüttel – Lüneburg – Hamburg-Harburg – Hamburg Hbf |                |

Hamburg-Harburg ·
Meckelfeld ·
Maschen · 
Stelle ·
Ashausen ·
Winsen (Luhe) ·
Radbruch ·
Bardowick ·
Bardowick ·
Lüneburg ·
Bienenbüttel ·
Bad Bevensen ·
Emmendorf ·
Uelzen ·
Suderburg ·
Unterlüß ·
Eschede ·
Celle ·
Ehlershausen ·
Otze ·
Burgdorf (Han) ·
Aligse ·
Lehrte ·